# Ignjat Sieber
Ignjat Sieber zagrebački gradonačelnik od 1887. do 1890. godine.